# Poemes de l'Alquimista

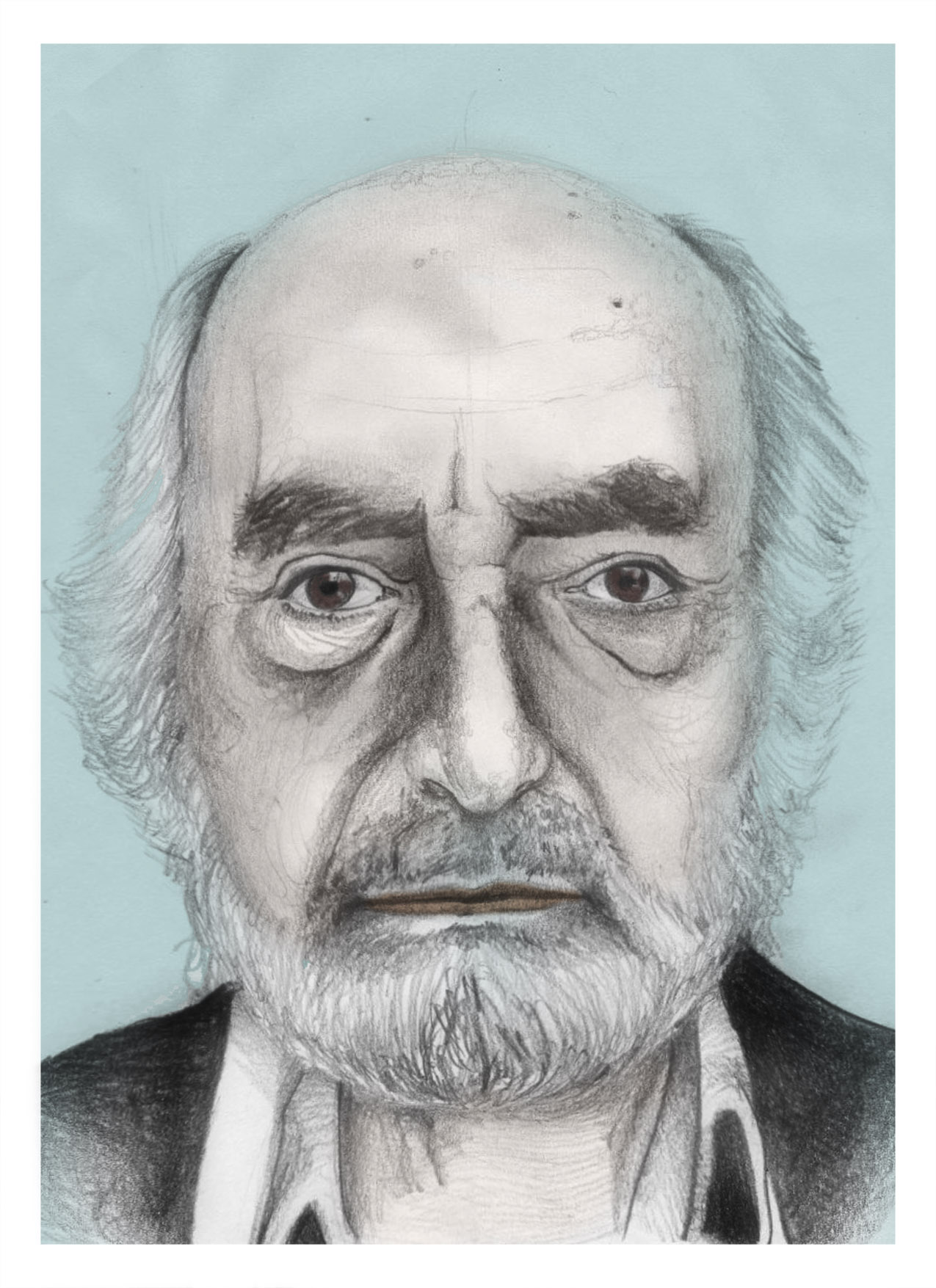
Retrat de Josep Palau i Fabre

Poemes de l'Alquimista és un volum d'obra poètica reunida de Josep Palau i Fabre, escrita entre 1936 i 1950, i publicada per primer cop el 1952. És un una de les obres més potents i compactes de la poesia catalana del segle xx. Ha tingut onze edicions fins a l'edició definitiva inclosa a Obra literària completa, I. Poesia, teatre i contes (2005).

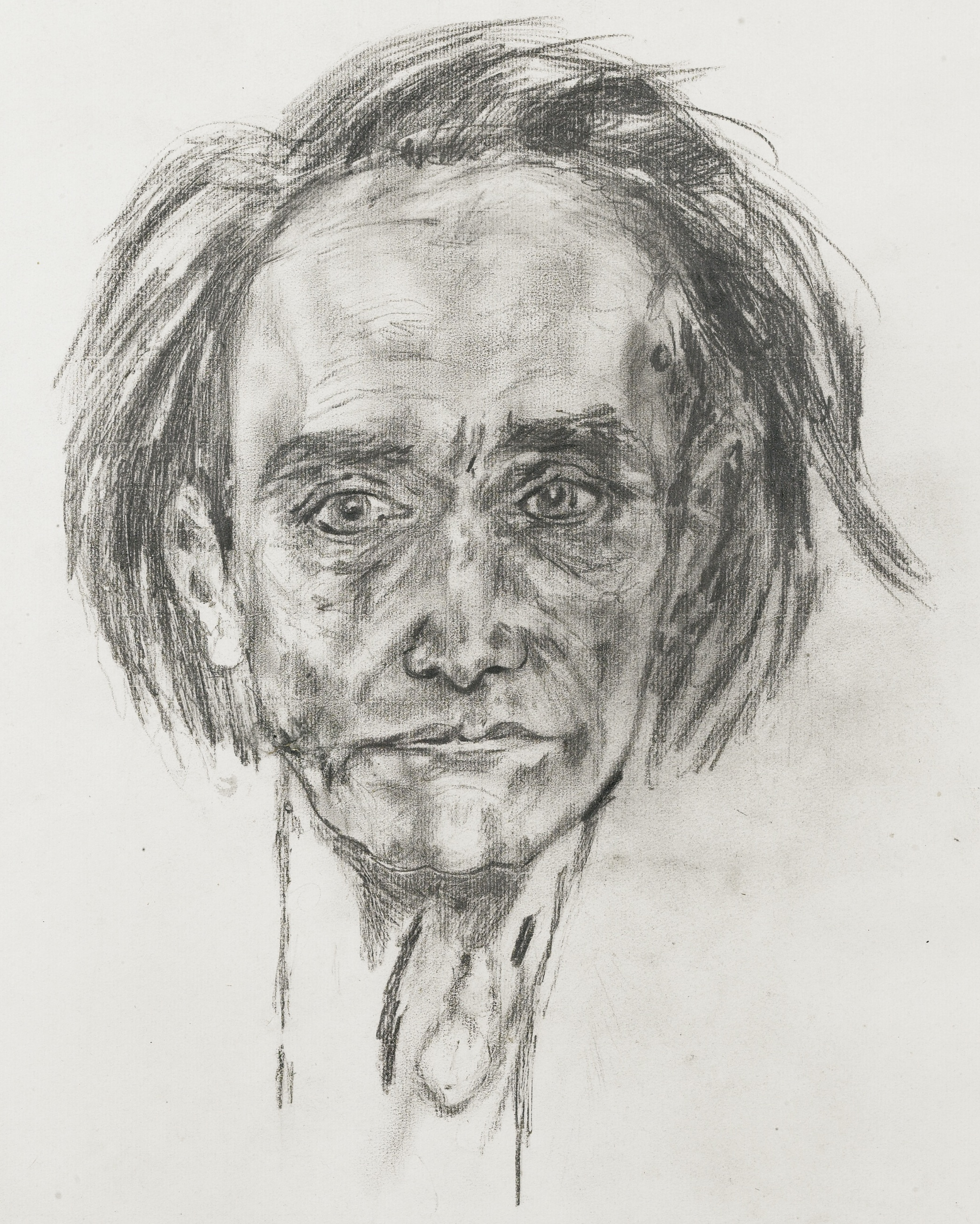
Autoretrat d'Antonin Artaud

Els poemes de Palau han estat musicats per Maria del Mar Bonet, Toti Soler, Ramon Muntaner, Dolors Lafitte, Joan Manuel Serrat, Betsy Pecanins, Celdoni Fonoll i Rafael Subirachs, entre d'altres.

## Crítica i recepció
L'any 2017, en el marc del centenari del naixement del poeta, dramaturg i assagista, es presentà l'exposició «Jo sóc el meu propi experiment. Tretze lectures dels Poemes de l'Alquimista de Josep Palau i Fabre», comissariada per Julià Guillamon, i que es pogué veure al Palau Robert de Barcelona. Amb motiu d'aquesta exposició, Josep Pedrals, Carles Rebassa i Núria Martínez-Vernis acceptaren el repte que Palau proposava per facilitar l'escriptura automàtica i evadir la raó, deixant via lliure a l'instint. Amb dos minuts pautats per un rellotge de sorra, els tres poetes havien d'escriure un poema. Dels tres intents realitzats, havien d'escollir una composició que fou enregistrada i que formà part de la mateixa exposició.
L'interès de Palau per l'àmbit artístic incloïa molts referents que, al costat de l'obra picassiana, que utilitza per donar una nova vida a les obres d'art a partir de la seva escriptura poètica, transmutant així el llenguatge artístic inicial en llenguatge poètic posterior. La fotografia, en qualitat d'objecte físic, també té un cos, de la mateixa manera, Palau va representar cossos dins els cossos formals que són els seus poemes. Així, el vessant eròtic de la poesia de Palau també fou present en l'exposició de Joan Fontcuberta, «Trauma». Per tant, el discurs estètic amb què Palau va bastir la seva poesia es pot traslladar d'una manera ben plàstica, en obra visual, en fotografia. Així ho demostra el text amb què s'obre el llibre Poems of the Alchemist / Poemas del Alquimista de Fontcuberta, publicat a la col·lecció 64P de La Fábrica. En aquest text, Fontcuberta recupera un fragment del pròleg que Palau va escriure per encapçalar els seus Poemes de l'Alquimista i en substitueix la paraula «poesia» per la paraula «fotografia»: el discurs pren tot el seu sentit, és funcional tant si s'aplica a l'obra poètica de com si s'aplica a l'obra fotogràfica.
| «                                    | Em penso que és més pobre renunciar que continuar malgrat els desenganys i les amargors. No es pot renunciar a les quimeres. | » |
| — Fragment d'entrevista, Palma, 2004 | |   |